# Helmut Schmezko
Helmut Schmezko (* 29. August 1939 in Halberstadt; † 2. Juni 2013 in Lehrte) war ein deutscher Kommunalpolitiker der Sozialdemokratischen Partei Deutschlands.

## Politisches Wirken
Während seiner 40-jährigen ehrenamtlichen Tätigkeit im Rat der Stadt Lehrte war Helmut Schmezko von 1972 bis 1974 sowie von 1976 bis 2001 Bürgermeister der Stadt Lehrte und bekleidete anschließend von 2001 bis 2008 das Amt des Ratsvorsitzenden. Im Jahr 2002 wurde ihm vom Rat der Stadt Lehrte die Ehrenbezeichnung „Ehrenbürgermeister“ verliehen. Helmut Schmezko war jüngster Bürgermeister in Niedersachsen.
Neben seiner Mitgliedschaft im Verwaltungsausschuss der Stadt Lehrte vertrat Helmut Schmezko die Stadt Lehrte in vielen Gesellschaften und Verbänden. Er war viele Jahre lang Mitglied der Verbandsversammlung des Zweckverbandes Großraum Hannover, des Kreistages und der Regionsversammlung der Region Hannover.
Helmut Schmezko war Träger des Verdienstkreuzes am Bande des Verdienstordens der Bundesrepublik Deutschland.